# セパスチャンネル
『セパスチャンネル』は、シークスが開発しジー・モードより発売されたRPG。フィーチャーフォン向けとしてiアプリ・S!アプリ版が2008年11月4日に、EZアプリ版が同年12月25日に発売された。
家庭用ゲーム機向けとしてはニンテンドーDSiウェア版が2010年9月29日に発売、また、フィーチャーフォンゲーム復刻プロジェクト「G-MODEアーカイブス」第28弾ソフトとしてNintendo Switch版が2021年1月21日に、Steam版が同年7月27日に発売された。このG-MODEアーカイブス版は、2025年8月28日発売予定のNintendo Switch用パッケージソフト『OU』に収録されている。

## 内容
本作は近未来的な都市「サンライトシティ」を舞台に、記憶をなくした少年「ボーイ」、自分の影をなくした少女「ガール」、そしてエサを捜し求める“犬”の「ザ・ワン」の3人が活躍するRPGである。
武器、防具が無く、レベルアップすると、攻撃力、守り、素早さ、精神力を一つ上げることができる。これを操ることができ、敵に合わせて切り替える必要がある。パーティがいくつかに分かれているとき「チャンネル変更」を行うことで、別のパーティを操作することができる。

## 登場人物
ボーイ
記憶喪失の少年。娯楽ラジオ放送「セパスチャンネル」だけのことは覚えている。困っている人を見捨てることはせず、積極的に助けに行く。
ガール
自分の影をなくした少女で、頭にかたつむりの髪飾りを付けている。冷静な性格だが、自らの考えをそのまま口にしてはボーイと衝突するときもある。
ザ・ワン
消息不明の飼い主を探す犬。頭がよく、仲間の傷の手当てや穴掘りなどが得意。

## 評価
ファミ通のまさんは、G-MODEアーカイブス版について、任意でステータスを振り分けられる要素や、チャンネル操作といったシステム面での特徴に加え、「詩的で心揺さぶるテキストと、不思議な世界観が唯一無二の魅力を放っています。[後略]」と評価している。